# 北西亮一
北西 亮一（きたにし りょういち）は日本の実業家、ゲームクリエイター。
インテリジェントシステムズの創業者であり元代表取締役。同社の『ファイアーエムブレムシリーズ』を立ち上げ、プロデューサーなどを務めた。

## 略歴
立石電機株式会社（現オムロン）に入社。立石電機時代に任天堂との取引きがはじまり、横井軍平と玩具を開発する。その後、岩崎技研工業（現在は解散）へ転社した。当時任天堂ではファミリーコンピュータの立ち上げ時期であり、宮本茂らとゲームソフトの開発をはじめたが、岩崎技研の業績が振るわずゲーム開発チームを率い、1986年にインテリジェントシステムズを創業する。代表取締役社長に就任。同社を代表するファイアーエムブレムシリーズなどを立ち上げた。2010年4月、代表取締役社長を退任。インテリジェントシステムズ代表取締役会長に就任。2020年4月、代表取締役会長を退任。

## 作品リスト
発売日（日本）   タイトル   プラットフォーム　役職
- 1985年4月9日  サッカー  	ファミリーコンピュータ Co-Director
- 2000年8月11日   マリオストーリー   NINTENDO 64　プログレスマネージメント
- 2000年9月21日   ポケモンでパネポン   ゲームボーイカラー　プロデューサー
- 2001年7月21日   マリオカートアドバンス ゲームボーイアドバンス　プログレスマネージメント
- 2003年10月17日   あつまれ!!メイド イン ワリオ ニンテンドー ゲームキューブ　プロデューサー
- 2004年7月22日   ペーパーマリオRPG ニンテンドー ゲームキューブ　プロデューサー
- 2004年10月14日   まわるメイドインワリオ ゲームボーイアドバンス　プロデューサー
- 2004年12月2日   さわるメイドインワリオ   ニンテンドーDS　プロデューサー
- 2005年6月23日   ファミコンウォーズDS   ニンテンドーDS　エグゼクティブプロデューサー
- 2006年12月2日   おどる メイド イン ワリオ   Wii　プロデューサー
- 2007年2月22日   ファイアーエムブレム 暁の女神 Wii　エグゼクティブプロデューサー
- 2007年4月19日   スーパーペーパーマリオ   Wii　プロデューサー
- 2007年4月26日   パネルでポンDS   ニンテンドーDS　エグゼクティブプロデューサー
- 2008年8月7日   ファイアーエムブレム 新・暗黒竜と光の剣 ニンテンドーDS　エグゼクティブプロデューサー
- 2008年12月24日   うつすメイドインワリオ ニンテンドーDS　エグゼクティブプロデューサー
- 2009年6月24日   ドラゴンクエスト ウォーズ ニンテンドーDS　デベロップメント
- 2009年11月11日   パネル連結 3分ロケット ニンテンドーDS　エグゼクティブプロデューサー
- 2009年11月24日   530 エコシューター   Wii　エグゼクティブプロデューサー
- 2009年11月25日   ねらってスポっと! ニンテンドーDS　エグゼクティブプロデューサー